# جيسي هولمان جونز
جيسي هولمان جونز (بالإنجليزية: Jesse H. Jones)‏ (5 أبريل 1874 - 1 يونيو 1956) هو سياسي ورجل أعمال ديمقراطي من هيوستن، تكساس. شغل منصب وزير التجارة الأمريكي من 1940 إلى 1945.
أدار جونز مصنعا للتبغ في سن 14 عاما، وفي 19 كان مسؤولا عن معمل الأخشاب الذي يملكه عمه. انتقل جونز إلى هيوستن بعد خمس سنوات لإدارة ممتلكات عمه الذي توفي، وفتح شركة للأخشاب والتي نمت بسرعة. خلال هذه الفترة، افتتح جيسي عمله الخاص، شركة جنوب تكساس للأخشاب. وبدأ أيضا في التوسع في العقارات والمباني التجارية والمصرفية. واشتملت أنشطته التجارية في هيوستن على مباني مكتبية متوسطة الارتفاع وناطحات سحاب وفنادق وشقق ودور السينما. قام ببناء مبنى فوستر، موطن صحيفة هيوستن كرونيكل، مقابل حصة 50٪ في الصحيفة، التي حصل عليها في عام 1926.
وكان أهم دور له هو رئاسة مؤسسة تمويل إعادة الإعمار (1932-1945)، وهي وكالة اتحادية أنشئت أصلا في إدارة هربرت هوفر ولعبت دورا رئيسيا في مكافحة الكساد الكبير وتمويل التوسع الصناعي خلال الحرب العالمية الثانية. كان جونز مسؤولا عن إنفاق 50 مليار دولار أمريكي، ولا سيما في تمويل مصانع السكك الحديدية ومصانع الذخائر. شغل منصب وزير التجارة من 1940-1945، وهو المنصب الذي شغله بالتزامن مع رئاسته لمؤسسة تمويل إعادة الإعمار.
كانت أهم أدوار جونز في شركة تمويل إعادة الإعمار (آر إف سي) (1932-1939)، وهي وكالة فيدرالية أقيمت في الأصل في إدارة هيربرت هوفر التي لعبت دورًا رئيسيًا في محاربة الكساد الكبير وتمويل التوسع الصناعي خلال الحرب العالمية الثانية. بعد تعيين هوفر في البداية لجونز ضمن الإدارة، وسع الرئيس فرانكلين دي. روزفلت صلاحيات آر إف سي ورقى جونز إلى رئاسة المجلس في عام 1933. كان جونز مسؤولًا عن إنفاق 50 مليار دولار، وبشكل خاص في تمويل السكك الحديدية وبناء مصانع الذخيرة. شغل منصب وزير التجارة في الولايات المتحدة منذ عام 1940 حتى عام 1945، وهو منصب كان قد شغله مع رئاسة مجلس إدارة آر إف سي. مع السلطة المدموجة لهذه المناصب الفيدرالية المتعددة، يمكن القول إن جونز كان ثاني أقوى شخص في الأمة، الأمر الذي أكده اللقب الذي منحه روزفلت له، «يسوع جونز».
بعد مغادرة واشنطن، ركز جيسي وماري جونز على الأعمال الخيرية من خلال شركة تبرعات هيوستن التي كانت شركة غير ربحية أسساها في عام 1937. على الرغم من أن معظم تلك التبرعات توجهت لتكساس، تدفق بعض منها إلى تينيسي وماساتشوستس. تركزت معظم أعمالهم الخيرية على التعليم، من بينها منح كبيرة لمدرسة تجارية في جامعة ساوثرن تكساس ومنحة أخرى لتأسيس كلية جونز في جامعة ريس. إلا أنهما قدما أيضًا تبرعات كبيرة للمشافي ولأعمال فنية. سميت العديد من المباني في هيوستن على اسم جيسي جونز بما في ذلك مكان تجمع موسيقي في مركز ولاية هيوستن عرف باسم صالة جونز.

## تاريخ الأسرة والنشأة
ينحدر جيسي إتش جونز من سلف ويلزي جعلوا من ولاية فيرجينيا أول مكان حطوا فيه في شمال أمريكا، في فترة ما من خمسينيات القرن السابع عشر. بعد أن استقروا هناك لفترة قصيرة، انتقلوا إلى نهر تشوان في شمال كارولينا، وبقوا هناك لقرن على أقل تقدير. في عام 1774، اتجه إلي جونز وواحد من أشقائه غربًا وقرروا في نهاية المطاف البقاء في منطقة تعرف اليوم بمقاطعة روبرتسون، تينيسي. استقر ويليام، واحد من أبناء إلي، كمزارع هناك، وتزوج ابنة مزارع مجاور، لورا آنا هولمان. كانت المزرعة كافية لأن توفر كافة احتياجات الأسرة ولزراعة التبغ للبيع، بشكل جزئي من عملهم، وجزئيًا ومن عمل بعض العبيد. 
ولد جيسي هولمان جونز لويليام ولورا جونز في 5 من شهر أبريل من عام 1874، الولد الرابع من بين 5 أولاد. توفيت والدة جيسي في 22 أبريل من عام 1880، بعد أن كان قد بلغ للتو عامه السادس. انتقلت عمته، نانسي جونز هرت، للعيش مع الأسرة مع ابنيها. كانت «مرشدة وطبيبة وصانعة الثياب لكل أولاد أسرة جونز» و«طباخة شهيرة». كان قصر سادلي منزل طفولته. 
في عام 1883، انتقلت أسرة جونز ومعها العمة نانسي وسبعة أولاد إلى دالاس، تكساس، جزئيًا من أجل أن ينضم ويليام إلى أخيه مارتن تيلتون «إم تي» جونز في مشروعه الناجح في مخزن الأخشاب. قبل عدة سنوات كان إم تي قد جعل عائلته تستقر من جديد في تيريل، تكساس بعد توقف في إلينوي. بقيت العمة نانسي في دالاس وسجلت أولادها في مدارس عامة محلية، في حين انتقل ويليام إلى تيريل لإدارة شركة لامبر التي كان يديرها إم تي جونز واعتنى بمخازن الأخشاب الأخرى التابعة للشركة في شمال شرق تكساس. أتاح هذا لتي إم ليصبح أقرب من مشاجره في جنوب شرق تكساس ومصالح أخرى. إلا أن ويليام لم يبقى هناك سوى لعامين وعاد إلى مقاطعة روبرتسون مع أسرته، حيث اشترى مزرعة جديدة للعمل فيها. لذا عاد جيسي مرة أخرى إلى تينيسي في عمر ال12. كانت الملكية الجديدة لويليام جونز تمتد على 600 فدان، وبنى البطريرك منزلًا واسعًا من الآجر يحوي عشر غرف لكي يستوعب عائلته الكبيرة. وفقًا لأحد كتاب سيرته الذاتية، كان هذا المنزل «أجمل منزل خارج ناشفيل». في وقت لاحق من حياته، تذكر جيسي أن مزرعة أسرته كانت تدر محصولًا وفيرًا، ووفرت لحمًا وكانت تنتج فائضًا خلال جميع المواسم. وذكر جونز أنهم تشاركوا الغذاء مع جيران بأحوال مادية أقل كانوا قد قاسوا مصاعب خلال أشهر الشتاء. 
كان جيسي صبيًا يعمل باجتهاد ويعتني بحيوانات المزرعة ويقوم بالعديد من الأعمال المنزلية الشائعة. كان جيسي خلال فصول الصيف التي عاشت فيها أسرته في دالاس، حين كان مراهقًا شابًا، يقتلع الأعشاب الضارة ويحصد القطن ويرعى الماشية. لم يظهر جيسي الاجتهاد ذاته في المدرسة، ولاحقًا، تذكر العديد من التوبيخات والعقوبات من أساتذته. تحدى والده شقيقيه بقطعة أرض لكل منهما. ومنح 3 فدانات لكل ولد وزودهما بالمؤن. وأتاح لكل منهما أن يحتفظ بأرباح بعد أن يسددا حسابات متجرهما. وطبق هذه التجربة على عمل في صناعة التبغ حين ترك المدرسة بعد الصف الثامن. لم يزرع ويليام جونز التبغ فقط، بل أيضًا تاجر بالمحاصيل وانضم أيضًا إلى شراكة جونز هولمان وأرمسترونغ، التي كانت تمتلك التبغ. أوكل ويليام إلى جيسي مسؤولية أحد مصانع التبغ. وكان مسؤولًا أيضًا عن تلقي (أو رفض أحيانًا) التصنيف وإيداع البضائع وشحن التبغ. إضافة إلى ذلك، كان الرصيد البنكي للشركة يحمل اسمه، ووقع شيكات لعمليات الشركة. 
في سن ال17، عاد جيسي وعائلته إلى دالاس. بعد محاولات عديدة لإيجاد عمل ملائم في دالاس والإقليم المجاور، بدأ جيسي بالعمل في هيلزبورو، تكساس، في أحد مخازن الخشب التي كان يديرها عمه. قام بعمل يدوي، إلا أنه كان أيضًا يشغل منصب الجانب الإداري للتجارة، كالمحاسبة وتحصيل الديون. على الرغم من هذه الواجبات المختلفة، تقاضى جيسي راتبًا قياسيًا بالنسبة لبائع: 40 دولار شهريًا. طالب جيسي بزيادة على راتبه بنسبة 50% محاججًا أنه كان يعمل في الليل والنهار. رفض عمه زيادة الراتب. ترك جيسي عمله قبل فترة قصيرة من وفاة والده، ويليام جونز. نصت وصية الأب على أن يدير الأوصياء تجارة التبغ، في حين أن جيسي سيتولى زمام الأمور عند بلوغه سن ال21. وورث أيضًا نحو 2000 دولار في المخزن. 

## النشاطات التجارية

### الخشب والألواح الخشبية
صفى جيسي وشقيقه قائمة جرد التبغ من ملكية والدهما وأنفقا العوائد على منزل شقيقتهما. عاد جيسي إلى دالاس وتقدم بطلب لوظيفة مع شركة إم تي جونز لومبر في مصنع وسط البلد في مين ستريت وسان بول. رفض إم تي تعيينه، الأمر الذي جعل جونز يتساءل إذا ما كان مشرفه السابق في هيلزبورو قد قدم تقريرًا لا يصب في مصلحته. إلا أن تحقيقًا في مصنع هيلزبورو كشف أن مديره قد ارتكب أعمال احتيال. طرد المدير العام للشركة، سي تي هاريس، ذلك المدير وعين جيسي ككاتب حسابات لمصنع دالاس الكبير. في البداية، نال جيسي راتبًا بقيمة 15 دولار في الأسبوع، وهو راتب أعلى من راتبه في مصنع هيلزبورو. بعد 6 أشهر فقط، عين هاريس جيسي مديرًا هناك، وزاد من راتبه حتى 100 دولار شهريًا (ما يساوي 2900 دولار في عام 2016). اتخذ هاريس هذه القرارات دون استشارة إم تي، مالك الشركة.

## روابط خارجية
- جيسي هولمان جونز على موقع الموسوعة البريطانية (الإنجليزية)
- جيسي هولمان جونز على موقع إن إن دي بي (الإنجليزية)